# Comtat de la Mark
El Comtat de la Mark (en alemany Graftschaft Mark o Die Mark) era un feu del Sacre Imperi Romanogermànic a la província imperial del Baix-Rin i Westfàlia. El comtat es trobava a la vall del Ruhr, del Volme i del Lenne entre el País de Recklinghausen, la ciutat lliure de Dortmund, del principat-bisbat de Münster, el comtat de Limburg i els ducats de Westfàlia i Berg, el comtat de Gimborn, l'abadia de Werden i el principat-bisbat d'Essen.
El llinatge dels de la Mark era una família influent a l'edat mitjana. El nom prové de la seva residència Castell de la Mark, al poble de Mark prop de la futura ciutat d'Hamm. Els comtes van fundar unes ciutats o atorgar drets de ciutat a pobles existents. Hamm, la residència, va ser una ciutat planificada entre altres per a protegir passeig important al riu Lippe. Quan van adquirir la ciutat de Soest el 1449, aquesta va obtenir un estatut excepcional en conservar tots els drets que tenia. Lippstadt va ser un condomini amb el ducat de Tecklenburg fins que el 1666 esqueia totalment al regne de Prússia.
Els 1160/61 els comtes d'Altena van separar-se del comtat de Berg. El 1180, els fills del comte d'Altena van compartir el territori i el fill segon Adolf va obtenir el territori a l'entorn de l'església de Pancraci a Mark, prop del qual son pare havia fet erigir per Adolf un castell fortificat poc abans de morir. Adolf va ser el primer 'del llinatge de la Mark (von der Mark en alemany). A la batalla de Woeringen el 1280, Erard I de la Mark va aliar-se amb el duc de Brabant. Després de la victòria va obtenir la independència de Colònia.
Engelbert III de la Mark va a adquirir Bilstein i Fredeburg el 1359, però els seus descendents van haver de cedir-les el 1449 a l'arquebisbat de Colònia, després de la Pau de Soest. Adolf III, fill d'Adolf II i de Margarida de Clèveris va adquirir el comtat de Clèveris. Des del 1391 van esdevenir una unió personal.

## Fills il·lustres
El llinatge directe va proveir els comtes de la Mark, de Mark-Arenberg (des del 1328), de Clèveris (des del 1391), els ducs de Clèveris (des del 1417), els ducs de Clèveris, Berg i Jülich i comtes de la Mark i Ravensberg fins que el 1609 passà a la casa dels Hohenzollern.
Altres fills de la família van obtenir alts càrrecs al Sacre Imperi i enllà.
- Adolf de la Mark (±1288-1344): príncep-bisbe de principat de Lieja (1313-1344)
- Engelbert de la Mark (±1304-1368): príncep-bisbe de Lieja (1344-1364) i arquebisbe de Colònia (1364-1368)
- Erard de la Mark (1472-1538): príncep-bisbe de Lieja (1505-1538) i arquebisbe de València (1520-1538)